# Ford Genk

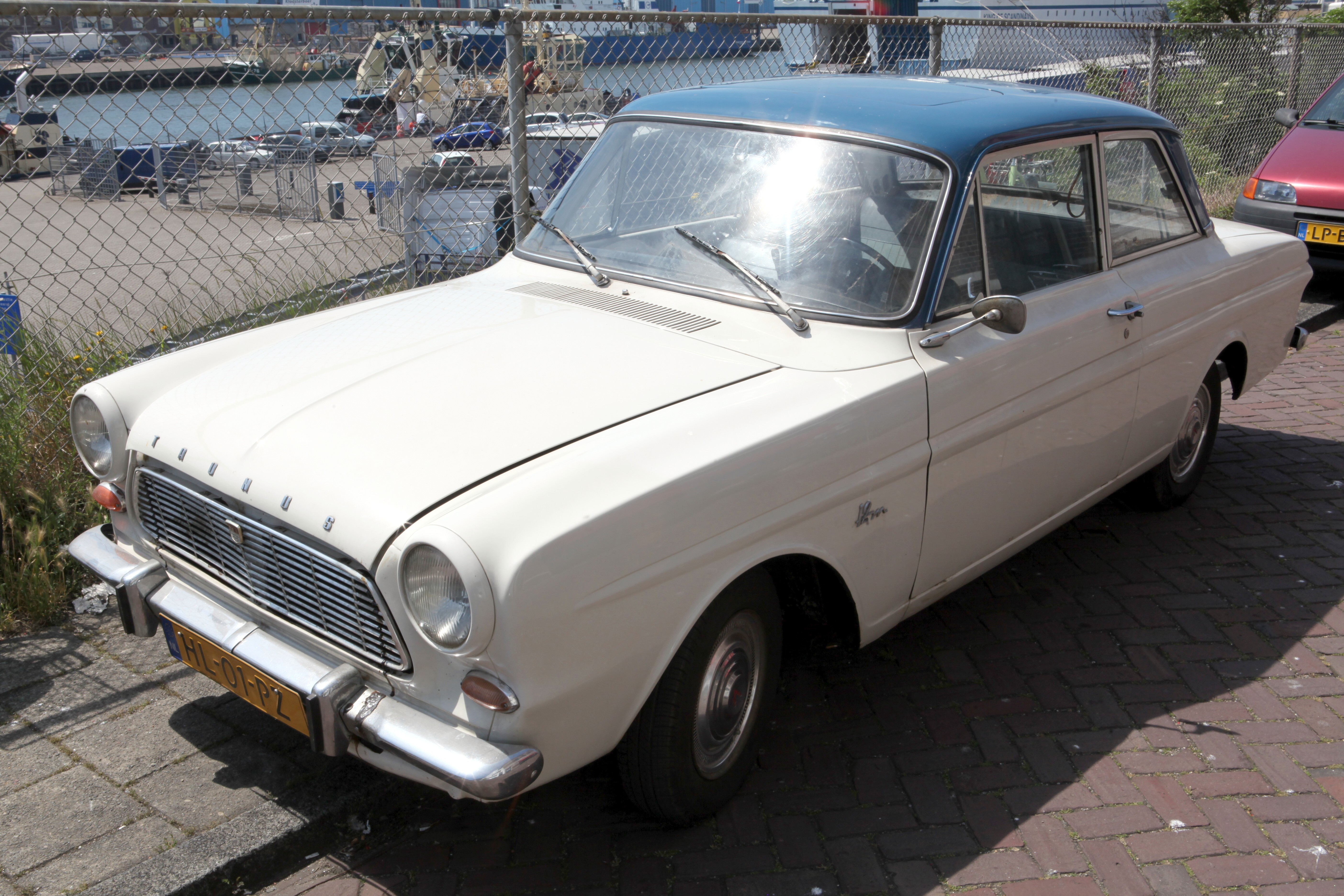
De Taunus 12M was het eerste model dat Ford Genk produceerde.

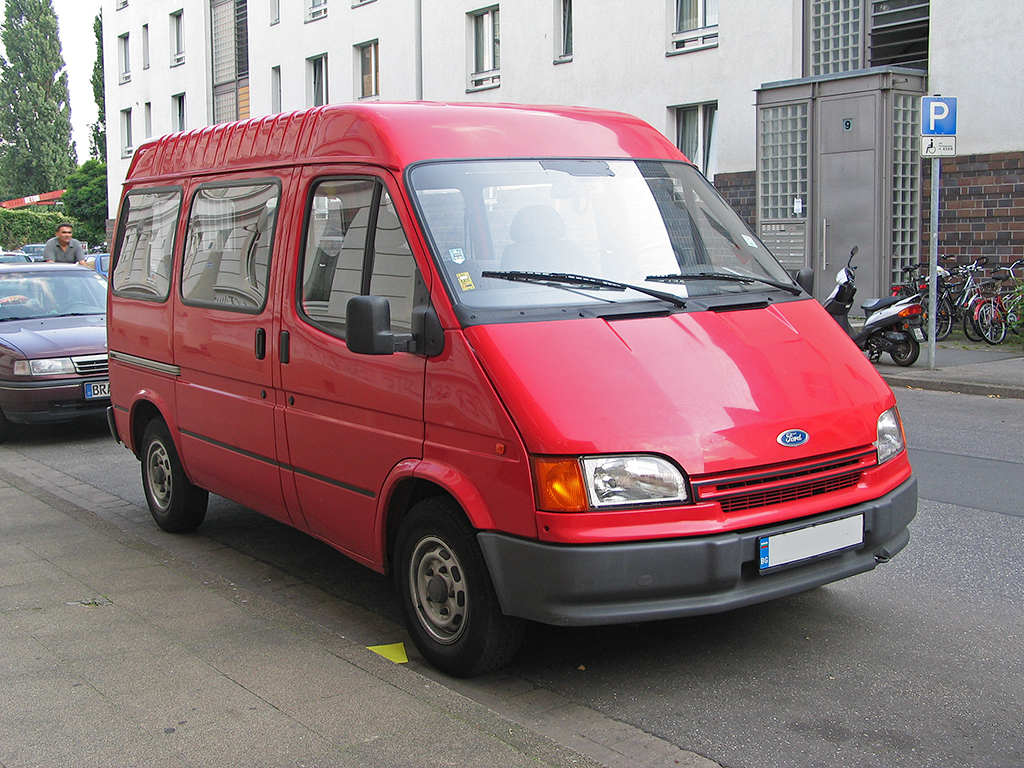
Van de Transit-bestelwagen werden tussen 1965 en 2004 verschillende generaties, waaronder deze vijfde generatie uit 1991, in Genk gebouwd.

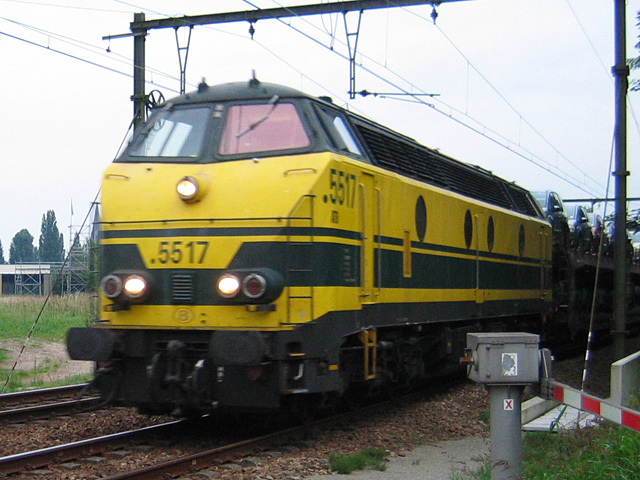
Een autotrein komende van Ford Genk onderweg naar Sloehaven vanwaaruit de voertuigen worden uitgevoerd (augustus 2006).

Ford Genk (Genk Body & Assembly) was een autoassemblage en -onderdelenfabriek in Genk in België van de Ford Motor Company. De eerste steen van de fabriek werd gelegd in 1962 en in 1964 begon de productie van de Taunus 12M. De fabriek bestond uit een perserij, wielenfabriek, carrosseriefabriek, lakkerij, assemblagefabriek, eindcontrole en een logistieke afdeling. De laatste modellen die in Genk van de band rolden waren de Ford Galaxy, Mondeo en S-MAX. In december 2014 werd de fabriek gesloten en is de productie overgeheveld naar de fabriek in het Spaanse Valencia.
Eind 2011 had de fabriek meer dan 4000 werknemers en was daarmee de grootste werkgever in de provincie Limburg. De fabriek was toen tevens met een derde van de productie de op een na grootste autoassemblagefabriek in België, na Volvo Cars Gent. Slechts 5% van de productie was bestemd voor België en 86% werd geëxporteerd binnen Europa; de rest voornamelijk naar Oceanië. Op 8 mei 2012 produceerde Ford Genk de veertienmiljoenste wagen, een zwarte Mondeo Clipper.

## Geschiedenis

### Voorgeschiedenis
In 1908 begon Ford de nieuwe Model T met succes uit te voeren naar het Verenigd Koninkrijk. Er kwam een assemblagefabriek in Londen. Van hieruit werd in 1922 ook de Belgische markt aangeboord. Ook hier werd een assemblagefabriek opgezet in de strategisch gelegen Haven van Antwerpen, waar ook grote concurrenten General Motors en Chrysler in dezelfde periode fabrieken bouwden. De Antwerpse fabriek begon in 1930 te produceren. In 1948 werden in Antwerpen nieuwe productiehallen gebouwd. In Antwerpen wordt heden New Holland (tractormerk) gemaakt.

### Productie nabij Genk
Tegen de jaren 1960 was de site in Antwerpen te klein geworden en dus werd een nieuwe fabriek gebouwd bij Genk. Op 24 oktober 1962 werd de eerste steen ervan gelegd, en op 2 januari 1964 ving er de productie van de Taunus 12M aan. In dat eerste jaar werden bijna 600 wagens per dag en 62.076 in totaal gebouwd.
Een jaar later kwam ook de productie van de Ford Transit-bestelwagen naar Genk, waarvan de productie op 24 september 1965 aanving. Op 18 februari 1968 opende ook de fabriek waar stalen wielen werden gemaakt, niet enkel voor de assemblagelijn in Genk, maar ook voor andere fabrieken.
In 1973 werden in Genk al 297.399 voertuigen geassembleerd. Vervolgens kwamen de Ford Sierra in 1982 en de Mondeo in 1993. In 1994 piekte de productie van de fabriek met 478.053 exemplaren van beide modellen samen. Ook het personeelsbestand bereikte in deze periode een hoogtepunt. Er werkten toen zo'n 14.000 mensen. In 1999 werd de zogenaamde conveyor gebouwd; een 900 meter lange aanvoerlijn die onderdelen van enkele naast de fabriek gelegen toeleveranciers rechtstreeks met de productielijn verbond. Vanaf 2000 werd de tweede generatie van de Mondeo in Genk gebouwd.
Bij de aanvang van het nieuwe millennium ging het slecht met moederconcern Ford. Een herstructureringsprogramma werd opgestart om de kosten te drukken: vele fabrieken gingen dicht, waarbij tienduizenden banen sneuvelden. Door de wereldwijde economische recessie, die in 2008 begon, werd dit programma nog versneld. In 2002 was het aantal werknemers in Genk al onder de 10.000 gezakt. In 2003 onderging ook de Belgische fabriek een herstructurering waarbij 3000 mensen afvloeiden. De productie van de Transit verhuisde toen naar de fabriek in Turkije.
Desondanks volgden in de periode 2004-2006 investeringen in de fabriek om haar flexibel te maken. In 2006 kwamen er twee nieuwe modellen in productie: de Ford Galaxy en de S-MAX. Nog een jaar later werd ook de productie van de nieuwe generatie van de Mondeo aan Ford Genk toegewezen. In 2010 werd bevestigd dat onder meer de vierde generatie van de Mondeo in Genk zou gebouwd worden waarmee de toekomst van de fabriek tot circa 2020 verzekerd zou zijn.
In mei 2012 rolde het 14 miljoenste in Genk geproduceerde voertuig van de band, een zwarte Mondeo Clipper Titanium. Een aantal dat na 48 jaar werd bereikt.

### Stakingen
Februari 1970 breekt er een grote staking uit. De arbeiders eisen onder meer betere arbeidsomstandigheden en een hoger loon (het uurloon ligt hier structureel lager dan bij de vestiging in Antwerpen). In de loop van de decennia zullen er nog meerdere stakingen volgen. 
Bij de staking in 1970 excelleert de Rijkswacht in zeer repressief optreden. Met name de bijzondere opsporingsbrigade (BOB) was hierbij berucht.

### Sluiting
Uit een balans van de 500 grootste ondernemingen van Limburg, gemaakt door VKW Limburg op basis van de bedrijfsresultaten uit 2008, bleek dat Ford Genk de grootste werkgever van de regio was, ondanks dat het bedrijf dat jaar 5.884 werknemers met tijdelijke werkloosheid confronteerde om zo de crisis te overbruggen. Gedurende de periode 1999-2011 kreeg Ford Genk 54,2 miljoen euro aan subsidies van de Vlaamse regering, dat is een kwart van de 208,3 miljoen euro die beschikbaar werd gesteld aan de automobielindustrie.
Op 24 oktober 2012 werd bekend dat de fabriek eind 2014 dicht gaat. De sluiting was een gevolg van overcapaciteit in Europa; minder dan de helft van de capaciteit wordt benut in Genk. Ford beloofde maatregelen te treffen om de gevolgen voor alle betrokken werknemers te verminderen. De productie van Ford Mondeo, de S-Max en de Galaxy ging naar de Spaanse Ford-fabriek in Valencia. De sluiting is vergelijkbaar met die van Opel Antwerpen in 2010 en Renault Vilvoorde in 1997. Door de sluiting van Ford Genk zou Ford volgens analisten jaarlijks bijna 400 miljoen euro besparen.
De overheid startte in 2013 de ontwikkeling en uitvoering van een reconversieplan voor de provincie Limburg om de gevolgen van de sluiting van Ford Genk op te vangen, het SALK-plan.
Op 18 december 2014 werden de deuren van Ford Genk definitief gesloten. Hierbij vielen bijna 6.000 ontslagen, waarvan 4.210 bij Ford Genk en 1.736 bij toeleveranciers. Een jaar na de sluiting was nog 36% van hen werkzoekend, 32% had een nieuwe, voltijdse baan en de rest volgde een opleiding of was in het stelsel van brugpensioen gestapt.
Op het terrein werden de installaties en materialen verwijderd en in mei 2016 werd gestart met de afbraak van de C-hal, het grootste gebouw, dat zowat de helft van het hele complex besloeg.
Anno 2022 zijn er een aantal nieuwe bedrijven gevestigd op het terrein.

## Gebouwde modellen
| Afbeelding | Model                    | Jaren     | Aantal    |  | Afbeelding | Model            | Jaren     | Aantal    |
| ---------- | ------------------------ | --------- | --------- |  | ---------- | ---------------- | --------- | --------- |
|            | Ford Taunus P4 12M       | 1963-1966 | 314.270   |  |            | Ford Mondeo II   | 1996-2000 | 1.200.069 |
|            | Ford Taunus P5 17M       | 1965-1966 | 13.765    |  |            | Ford Transit VI  | 2000-2004 | 384.238   |
|            | Ford Transit II/III/IV/V | 1965-2000 | 1.857.635 |  |            | Ford Mondeo III  | 2000-2007 | 1.418.515 |
|            | Ford Taunus P6 12M/15M   | 1966-1970 | 518.602   |  |            | Ford S-MAX I     | 2006-2010 | 235.890   |
|            | Ford Escort              | 1968-1970 | 258.205   |  |            | Ford Galaxy III  | 2006-2010 | 120.192   |
|            | Ford Taunus P7 20M       | 1969-1970 | 19.534    |  |            | Ford Mondeo IV   | 2007-2010 | 567.582   |
|            | Ford Taunus              | 1970-1982 | 2.695.796 |  |            | Ford Mondeo IVb  | 2010-2014 |           |
|            | Ford Sierra I            | 1982-1992 | 2.741.713 |  |            | Ford S-MAX Ib    | 2010-2014 |           |
|            | Ford Mondeo I            | 1992-1996 | 1.362.538 |  |            | Ford Galaxy IIIb | 2010-2014 |           |